# Rano utrom
Rano utrom (russisk: Рано утром) er en sovjetisk spillefilm fra 1965 af Tatjana Lioznova.

## Medvirkende
- Nikolaj Merzlikin som Aljosja Smirnov
- Valerij Nosik som Dimka
- Nina Nikitina som Nadja Smirnova
- Olga Bobkova som Nadja Smirnova
- Oleg Zjakov som Nikolaj Nikolaevitj